# Syzygium lambirense
Syzygium lambirense är en myrtenväxtart som beskrevs av Peter Shaw Ashton. Syzygium lambirense ingår i släktet Syzygium och familjen myrtenväxter. Inga underarter finns listade i Catalogue of Life.